# Fitz and The Tantrums
Fitz and The Tantrums es una banda estadounidense neo soul/indie pop de Los Ángeles, formado en 2008. Su álbum debut, Pickin 'Up the Pieces, lanzado en agosto de 2010, ha recibido elogios de la crítica y alcanzó el número 1 en la lista Billboard Heatseekers. Ellos se anuncia como una "banda de ver" en un perfil de abril de 2011 en Rolling Stone. se han presentado su sencillo hit «MoneyGrabber» en la cadena ABC Jimmy Kimmel Live!, Conan de TBS y en The Tonight Show with Jay Leno de NBC, y han realizado giras en los Estados Unidos y en el extranjero. Están firmados actualmente con Elektra Records.
La banda está compuesta por Michael Fitzpatrick (voz y teclados), Noelle Scaggs (voz y percusión), James King (saxofón, flauta, teclado, percusión y guitarra), Joseph Karnes (bajo), Jeremy Ruzumna (teclados) y John Wicks, (batería y percusión). Son producidos por Chris Seefried, quien también es coguionista.

## Discografía

### Álbumes de estudio
- Pickin' Up the Pieces (2010)
- More Than Just a Dream (2013)
- Fitz and the Tantrums (2016)
- All the Feels (2019)
- Head Up High (2021)

### EP
- Songs for a Breakup, Vol. 1 (2009)
- Santa Stole My Lady  (2010)

### Sencillos
- «Winds of Change» (2010)
- «L.O.V.» (2010)
- «Breakin' the Chains of Love» (2010)
- «MoneyGrabber» (2011)
- «Don't Gotta Work It Out» (2011)
- «Out of My League» (2013)
- «The Walker» (2013)
- «Fools Gold» (2014)
- «HandClap» (2016)
- «Roll Up» (2016)
- «Fool» (2017)
- «123456» (2019)
- «Don't Ever Let Em» (2019)
- «I Need Help!» (2019)
- «All the Feels» (2019)
- «I Just Wanna Shine» (2019)
- Sway (2022)
- MoneyMaker (2022)